# الأساس البيولوجي للشخصية

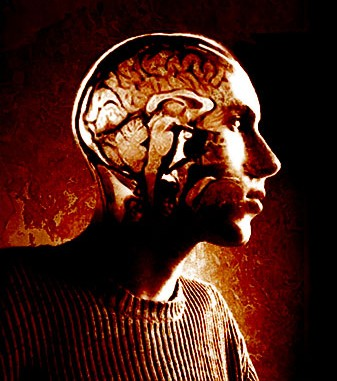

الأساس البيولوجي للشخصية هو مجموعة الآليات وأنظمة الدماغ التي ترتكز عليها الشخصية البشرية. البيولوجيا العصبية البشرية، خاصةً من حيث صلتها بالسلوكيات والصفات المعقدة، ليست مفهومة جيدًا. لكن البحث العلمي حول الأسس الوظيفية والتشريحية العصبية للشخصية يعتبر مجالًا بحثيًا نشطًا. قدّمت نماذج السلوك الحيوانية، والبيولوجيا الجزيئية، وتقنيات تصوير الدماغ لمحةً عن الشخصية البشرية، وخاصًة نظرية السمات.
يركز الكثير من الفهم الحالي للشخصية من المنظور البيولوجي العصبي على الكيمياء الحيوية لكل من الأنظمة السلوكية الخاصة بالمكافئة والدافع والعقاب. وقد أدى هذا إلى قلة نظريات الشخصية ذات الأساس البيولوجي مثل نموذج آيزنك لعوامل الشخصية الثلاث، ونظرية غراي لتعزيز الحساسية «آر إس تي» ونموذج كلونينجر للشخصية. لا يملك نموذج عناصر الشخصية الخمسة أساسًا بيولوجيًا؛ مع ذلك، قدّمت بعض الأبحاث حول اختلافات بنى الدماغ دعمًا بيولوجيًا لهذا النموذج أيضًا.

## تحديد الشخصية ضمن السياق البيولوجي
يمكن تعريف الشخصية على أنها مجموعة من الخصائص والسمات المسؤولة عن الاختلافات الفردية في السلوك البشري. من منظور بيولوجي، يمكن أن تعود نشأة هذه الصفات إلى البنى الدماغية والآليات العصبية المكونة لها. ومع ذلك، إن تعريف ونظرية الأساس البيولوجي ذاك غير مقبول عالميًا. هناك العديد من النظريات المتضاربة فيما يخص الشخصية في مجالات علم النفس والطب النفسي والفلسفة وعلم الأعصاب. ومن بعض الأمثلة على ذلك مناظرة الطبيعة ضد التنشئة وكيفية ارتباط فكرة «الروح» مع النظريات البيولوجية للشخصية.

## لمحة تاريخية عن الأبحاث المتعلقة بالشخصية ذات الأساس البيولوجي
منذ زمن الإغريق القدماء، حاولت البشرية تفسير الشخصية من خلال المعتقدات الغيبية والفلسفة وعلم النفس. تاريخيًا، استُمدت دراسات الشخصية بشكل تقليدي من العلوم الاجتماعية والإنسانية، لكن في العقدين الماضيين، بدأ علم الأعصاب في التأثير بشكل أكبر على فهم الشخصية الإنسانية.
ومع ذلك، فإن أكثر الشخصيات المؤثرة والمستشهد بها في نشر أولى نظريات الشخصية ذات الأساس البيولوجي هم هانز آيزنك وجيفري غراي. استخدم آيزنك المنهجيات السلوكية والفسيولوجية النفسية من أجل اختبار وتطوير نظرياته. نشر كتابًا في عام 1947 بعنوان أبعاد الشخصية، الذي يصف أبعاد الشخصية الانفتاحية والعصابية. درس غراي، وهو طالب في إيسينك، سمات الشخصية باعتبارها اختلافات فردية في الحساسية تجاه منبهات العقاب والمكافأة. تجلت أهمية عمل غراي ونظرياته في استخدامه البيولوجيا بهدف تحديد السلوك، الأمر الذي حفّز الكثير من الأبحاث اللاحقة.
في عام 1950، نشر هانز آيزنك ودونالد بريل تجربة اختبروا فيها التوأمان الأخوان «ثنائيي الزيجوت» والتوأمان المتطابقان «أحاديي الزيجوت»، الذين تتراوح أعمارهم بين 11 و12 عامًا، للتأكد من إصابتهم بالعصابية. وُصفت التجربة بالتفصيل في مقال نُشر في مجلة العلوم النفسية. والتي استنتج من خلالها آيزنك وبريل أن «عامل العصابية ليس أداةً إحصائية، بل يشكل وحدة بيولوجية موروثة بالكامل.... يُحدد الاستعداد العصابي إلى حدّ كبير وراثيًا».
تعتبر فكرة أبحاث الشخصية ذات الأساس البيولوجي جديدة نسبيًا، ولكنها تشهد اهتمامًا متزايدًا وعددًا من المنشورات. في أغسطس 2004، عُقد مؤتمر حول هذا الموضوع تحديدًا، سُمي الأساس البيولوجي للشخصية والاختلافات الفردية. سمح ذلك بتقديم وتبادل الأفكار بين علماء النفس والأطباء النفسيين وعلماء الوراثة الجزيئية وعلماء الأعصاب، وفي النهاية إصدار كتاب يحمل نفس العنوان. يشمل الكتاب مجموعة من الأبحاث الحالية «اعتبارًا من 2006» في هذا المجال والتي ساهم فيها العديد من المؤلفين وحررها تورهان كانلي. مؤخرًا، اقترح أستاذ علم النفس كولين ج. دي يونج تسمية هذه الفكرة بمجال «علم أعصاب الشخصية». وعلاوةً على ذلك، أُنشئت مؤخرًا مجلة خاصة من أجل استثمار الأبحاث التي تستقصي الأساس البيولوجي العصبي للشخصية وسُميت «علم أعصاب الشخصية».

## الارتباطات الجزيئية والوراثية للشخصية

### الناقلات العصبية
تستند نظريات الشخصية ذات الأساس البيولوجي «الموضحة أدناه» إلى سمات الشخصية المترابطة مع الأنظمة السلوكية المتعلقة بالدافع والمكافأة والعقاب. على مستوى أوسع، يشمل هذا الجهاز العصبي الذاتي وحلقات معالجة الخوف في اللوزة الدماغية وسبيل المكافأة من المنطقة السقيفية البطنية «في تي إيه» إلى النواة المتكئة والقشرة أمام الجبهية. تعتمد كل هذه الحلقات اعتمادًا كبيرًا على الناقلات العصبية وبادئاتها. لكن الدعم البحثي الأكبر كان لسبل الدوبامين والسيروتونين:
- الدوبامين: الدوبامين هو ناقل عصبي أحادي الأمين الذي وُجد أنه يعزز السلوك الاستكشافي. ارتبطت سبل الدوبامين على وجه التحديد مع سمة الانفتاح من نموذج العوامل الخمسة للشخصية. إن إنزيم أكسيداز أحادي الأمين «إم إيه أو» له تجاذب تفضيلي للدوبامين، وترتبط مستوياته عكسيًا مع البحث عن الإحساس.[10][11][12]
- السيروتونين: السيروتونين هو ناقل عصبي أحادي الأمين، وقد وُجد أنه يعزز السلوك التجنبي من خلال السبل المثبطة. ارتبط السيروتونين على وجه التحديد بالعصابية والموافقة والضمير الحي «سمات محددة من نموذج العوامل الخمسة للشخصية».[11][12]

### الجينات
تُظهر الدراسات السابقة أن الجينات تمثل 50% على الأقل من سمة معينة. ومع ذلك، فمن المقبول بشكل واسع اعتبار التباين في تسلسل الجينات مؤثرًا في السلوك، فالجينات عامل خطر معتبر لاضطرابات الشخصية. مع الاهتمام المتزايد في استخدام الوراثة الجزيئية بهدف تتبع الأساس البيولوجي للشخصية، قد توجد المزيد من روابط السمة-الجين في المستقبل.
يتكرر كل من تعدد الأشكال والتسلسل المتباينين في جين مستقبلات الدوبامين دي 4 وجين ناقل السيروتونين «5- إتش تي تي إل بّي آر»، وقد وُجد أن كليهما يؤثران على سمة الانفتاح لدى البالغين. على وجه التحديد، كان لدى المشاركين في الدراسة، والذين لديهم نسخة واحدة على الأقل من السبعة تكرارات المختلفة من جين مستقبل الدوبامين دي 4، درجات أعلى من الانفتاح المبلغ عنه ذاتيًا. يُشير هذا إلى أن الدوبامين والسيروتونين يتفاعلان من أجل تنظيم الصفات السلوكية المتعارضة والمتمثلة في التثبيط الحذر مقابل الاستكشاف الطائش.

### اللدونة المشبكية
تشير اللدونة المشبكية إلى قدرة الخلايا العصبية على تعزيز أو إضعاف الروابط بينها. وفقًا لنظرية هيب، تُعزز هذه الروابط وتُحفظ من خلال التنبيه المتكرر بين العصبونات. يوجد تركيز على التأييد طويل الأمد «إل تي بّي» تحديدًا، وهو التعزيز المديد للاتصالات المشبكية التي تتيح التعلم من التجربة.
على نطاق أوسع، هناك العديد من سبل ومناطق الدماغ التي تعتمد على بعضها البعض وتسهم في الحصول على شخصية مستقرة متينة. على سبيل المثال، يتوسط كل من اللوزة الدماغية والحصين من الجهاز النطاقي الشدة العاطفية وتوحيد الذاكرة لتلك التجارب. لكن اللدونة المشبكية هي الآلية الأساسية التي تؤدي بها مناطق وسبل الدماغ هذه الوظائف. في النهاية، تكمن الخلاصة في ميزة العصبونات هذه التي تسمح للدماغ أن يتعلم من التجارب المتكررة وأن يحتفظ بالذكريات وأن يحافظ في النهاية على الشخصية. يؤكد جوزيف ليدوكس، عالم أعصاب حائز على جائزة، أنه على الرغم من أن البشر لديهم الأنظمة الدماغية ذاتها، إلا أن اتصال وتشابك العصبونات الفريد يختلف من شخص لآخر ويصنع شخصيته.